# 石山喬
石山 喬（いしやま たかし、1944年3月9日 - ）は、日本の技術者、実業家。日本軽金属ホールディングス代表取締役社長や、同社代表取締役会長、日本アルミニウム協会会長、国立大学法人北海道大学総長選考会議議長などを務めた。

## 人物・経歴
静岡県静岡市駿河区出身。静岡県立静岡高等学校を経て、1967年北海道大学工学部卒業、日本軽金属入社。1997年取締役に昇格。2001年取締役兼常務執行役員。2003年取締役兼専務執行役員。2006年取締役兼副社長執行役員。
2007年から日本軽金属代表取締役社長を務め、日本軽金属ホールディングス設立にあたり、2012年日本軽金属ホールディングス代表取締役社長に就任。2014年日本アルミニウム協会会長。2015年日本軽金属ホールディングス代表取締役会長。2017年日本軽金属ホールディングス相談役。国立大学北海道大学総長選考会議議長も務め、2019年には名和豊春総長のパワーハラスメント疑惑に関する調査にあたった。2020年、旭日中綬章受章。